# 22e Luftwaffen-Felddivisie
De Duitse 22e Luftwaffen-Felddivisie (Duits: 22. Luftwaffen-Feld-Division) was een Duitse infanteriedivisie tijdens de Tweede Wereldoorlog. De divisie werd nooit volledig gevormd en oprichting werd afgebroken. De divisie zag nooit actie.

## Geschiedenis

### Oprichting
De 22e Luftwaffen-Felddivisie zou begin 1943 opgericht worden uit delen van de Luftwaffendivisie Meindl. Deze oprichting werd echter niet doorgezet. 

### Einde
De 22e Luftwaffen-Felddivisie werd in januari 1943 opgeheven. De divisiestaf bleef wel bestaan, tot december 1943 en werd toen omgedoopt in Staf/23e Flakdivisie (mot). Het Luftwaffen-Jäger-Regiment 43 werd teruggegeven aan de 21e Luftwaffen-Felddivisie en het (nooit volledig gevormde) Luftwaffen-Jäger-Regiment 44 werd opgeheven. Luftwaffen-Artillerie-Regiment 22 is waarschijnlijk nooit volledig gevormd. De Panzer-Jäger-Abteilung werd omgedoopt in  le. Flak-Abteilung 88 (mot.). De Luftnachrichten-Kompanie werd Luftnachrichten-Betriebs-Kompanie 140. Het Pionier-Bataillon kwam als Armee-Pionier-Bataillon onder bevel van het 14e Leger in Italië. 

## Slagorde (gepland)
- Luftwaffen-Jäger-Regiment 43 (met drie bataljons)
- Luftwaffen-Jäger-Regiment 44 (met drie bataljons)
- Luftwaffen-Artillerie-Regiment 22 (met vier afdelingen)
- Panzerjäger-Abteilung der Luftwaffen-Feld-Division 22
- Luftwaffen-Pionier-Bataillon 22
- Radfahrer-Kompanie der Luftwaffen-Feld-Division 22
- Luftnachrichten-Kompanie der Luftwaffen-Feld-Division 22
- Versorgungseinheiten der Luftwaffen-Feld-Division 22

## Commandanten
| Rang        | Naam | Begin | Eind |
| ----------- | ---- | ----- | ---- |
| geen bekend |      |       |      |